# Au-Haidhausen
Au-Haidhausen è uno dei distretti in cui è suddivisa la città di Monaco di Baviera, in Germania. Viene identificato col numero 5.

## Geografia fisica
Il distretto si trova a est del centro della città.

### Suddivisione
Il distretto è suddiviso amministrativamente in 6 quartieri (Bezirksteile):
1. Maximilianeum
2. Steinhausen
3. Haidhausen-Nord
4. Haidhausen-Süd
5. Obere Au
6. Untere Au